# Bitwa o wał angrywarski
Bitwa o wał angrywarski, bitwa przy Wałach Angriwariów – starcie zbrojne, które miało miejsce w roku 16 n.e. w czasie kampanii Germanika w Germanii.
Krótko po klęsce pod Idistaviso Arminiusz poprzysiągł zemstę Rzymianom oczekując ich przy tzw. wale angrywarskim (Vallo angrivariano), wzniesionym kilka lat wcześniej przez plemię Angrywarów podczas wojny z Cheruskami. Wał stanowił granicę pomiędzy oboma szczepami, a prowadziła do niego tylko jedna droga biegnąca przez zalesioną równinę. Angrywarowie zerwali jednak sojusz z Germanikiem, udzielając germańskim uciekinierom spod Idistaviso pomocy i przyłączając się do walki z Rzymianami. 
Siły Arminiusza liczyły kilka tysięcy jazdy, ukrytej w gęstym lesie i oczekującej nadejścia 8 legionów prowadzonych przez Germanika. Ten korzystając z pomocy jednego ze szpiegów dowiedział się o pułapce Arminiusza, wydzielając przodem oddział jazdy rzymskiej pod wodzą Sejusza Tuberona, którego zadaniem było okrążenie przeciwnika w lesie. Po dotarciu w okolice wału, Germanik podzielił swoje wojska nakazując 4 legionom pod wodzą Syliusza marsz w kierunku wału przez las. Sam zaś na czele pozostałych wojsk skierował się w to miejsce przez okoliczne wzgórza. Podczas gdy siły Syliusza tocząc niewielkie potyczki przedarły się bez problemu przez las, Germanik niepostrzeżenie wyszedł na tyły Germanów, atakując zaskoczonego przeciwnika. W ataku na wysoki szaniec Rzymianie użyli m.in. 400 skorpionów, którymi ostrzelali obrońców schowanych za wałem. Następnie Germanik osobiście poprowadził atak na umocnienia prowadząc za sobą 8 legionów. Doszło do ciężkiej walki, w wyniku której liczniejsze wojska rzymskie zepchnęły Germanów z ich pozycji. Ludzie Arminiusza w popłochu rozpoczęli odwrót, podczas ucieczki wpadli jednak w zasadzkę Rzymian, którzy dokonali prawdziwej masakry Germanów. W rzezi zginęło kilka tysięcy Germanów, reszta uciekła pod osłoną nocy, wśród nich Inguiomerus i Arminiusz. Nocą Germanik wycofał się z wojskiem do obozu. 
Bitwa o wał angrywarski była ostatnim starciem Germanika podczas kampanii germańskich. W tym samym roku doszło jeszcze do kampanii przeciwko Marsom, nie toczono jednak większych walk. Sukces kampanii przypieczętowało odzyskanie drugiego z zagarniętych przez Germanów orłów po klęsce Warusa. Zimą 16 r. n.e. Germanik został odwołany do Rzymu.